# Ордоньо I
Ордоньо I (исп. Ordoño I, астур. Ordoño I; ок. 830, Овьедо — 27 мая 866, Овьедо) — король Астурии с 850 по 866 год.

## Биография

### Юность
Первые годы жизни Ордоньо прошли в Овьедо, при дворе короля Альфонсо II. Когда ему было девять лет, его семья переселилась в Галисию, губернатором которой был назначен его отец Рамиро. Закончил своё образование в Луго, где в то время жила его семья.
Ордоньо был назначен временным губернатором Галисии, когда его отец Рамиро отправился в Бардулию (позднее получившую название Кастилия), чтобы заключить брак с Патерной, которая стала его второй супругой. Во время этого путешествия умер король Альфонсо II. Всё указывало на то, что новым королём будет провозглашён Рамиро, но дворцовый граф Непоциан, пользовавшийся поддержкой знати, провозгласил себя королём, чему способствовало отсутствие Рамиро.

### Борьба за власть
Ордоньо создал в Галисии армию для помощи отцу в борьбе против узурпатора, но в боях не участвовал, оставаясь в Галисии. После взошествия Рамиро на трон, Ордоньо был утверждён на должности постоянного губернатора Галисии.
В возрасте 26 лет (в 847 году) Ордоньо заключил брак с аристократкой по имени Мунья (или Нунья), которая, возможно, была сестрой Иньиго Аристы, короля Памплоны. От этого союза родилось, по меньшей мере, шесть детей, первым из которых был Альфонсо III Великий.
После смерти своего отца Рамиро I, произошедшей 1 января 850 года, Ордоньо взошёл на трон Астурии, став тем самым первым королём, унаследовавшим этот титул, а не выбранным аристократией. Вскоре ему пришлось воевать с восставшими басками, которых поддержали Бану Каси из Сарагосы.

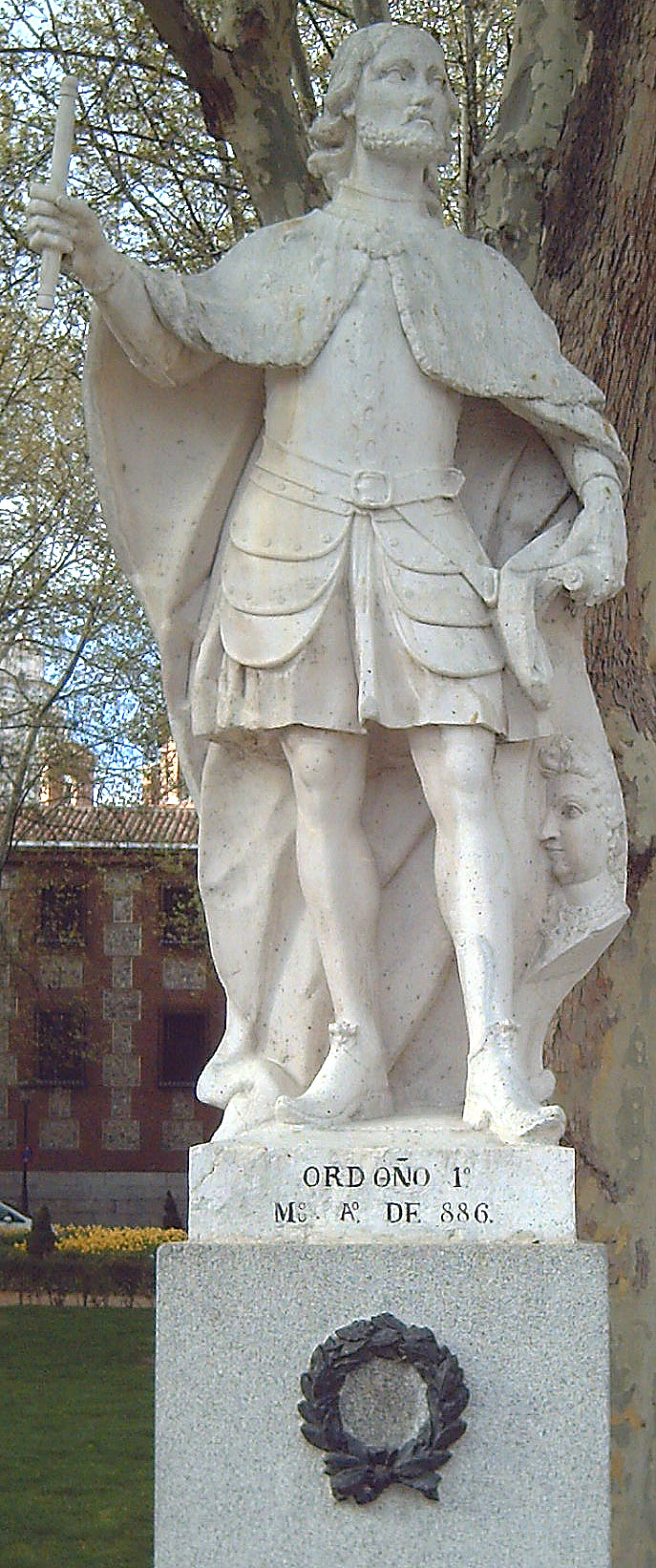
Скульптура Ордоньо I в Мадриде

### Войны с маврами
После прекращения восстания, во время возвращения Ордоньо I в Овьедо, была получена информация о том, что мавры собираются напасть на Бардулию. Ордоньо вернулся в земли басков и разбил мавров на берегах Эбро.
Однако победа не принесла мира в королевстве. Вскоре после них правитель Сарагосы Муса II ибн Муса решил построить укреплённый город Альбайда (нынешняя Альбельда-де-Ирегва). Чтобы предотвратить опасность интересам Астурии, которую грозило сооружение этой крепости, Ордоньо I в 851 году осадил её. В произошедшей здесь битве при Альбельде астурийцы одержали победу над войском Мусы II ибн Мусы, после чего крепость была разрушена.
Ордоньо I поддержал восстание мосарабов Аль-Андалуса, боровшихся с эмиром Кордовы, что стоило ему поражения в битве при Гуадаласете (852 год). Тем не менее, в 859 году объединённому астурийско-наваррскому войску под командованием королей Ордоньо I и Гарсии I Иньигеса удалось одержать при Альбельде новую крупную победу над мусульманами, возглавлявшимися Мусой II ибн Мусой.
Этот провал вынудил Ордоньо I сосредоточить свои силы в зоне между Дуэро и Кантабрийской кордильерой, заселяя и укрепляя Леон, Асторгу, Амайю и Туй, создавая таким образом оборонительную линию королевства.
Ордоньо I решил захватить город Тудела, который позволял контролировать подступы к Наварре и землям басков. Правитель Кордовы незамедлительно отреагировал на это походом на Алаву, которая была разрушена, и на Ла-Буребу, где в 865 году в сражении при Ла-Моркуэре был разбит первый кастильский граф Родриго. Это приостановило Реконкисту на несколько лет.

### Семья и дети
Ордоньо I был женат на Мунье Монис из Браньосеры (исп. Munia Moniz de Brañosera) и имел 6 детей:
- Альфонсо III Великий (848—910) — король Астурии
- Бермудо
- Фруэла
- Леодегундия (ок. 846 — ?) — жена Гарсии I Иньигеса († 870), короля Памплоны;
- Одоарио
- Нуньо — претендент на престол. Согласно одной из версий, его дочь Муньядона была женой Гонсало Фернандеса († 923), графа Кастилии. Также распространено мнение, что от него происходит семейство графов Сеа, в Новое время представленное дворянским родом Понсе де Леон.